# Jean-Claude Chabanne
Pour les articles homonymes, voir Chabanne.
 (septembre 2023).
Jean-Claude Léon Chabanne est né à Levallois-Perret le 11 août 1921, mort exécuté à Suresnes le 27 février 1942, pour faits de résistance.

## Biographie
Étudiant en droit et résident à Pontoise (Val d'Oise), il fonde un groupe de résistance pendant la deuxième guerre mondiale (auquel participe notamment Paul Thueux, déporté entre novembre 1942 et juin 1945).
Condamné le 16 janvier 1942 lors de son procès pour activités de résistance, il est exécuté le 27 février 1942 au Mont-Valérien à Suresnes.
Inhumé primitivement à Ivry-sur-Seine, sa dépouille est restituée le 3 février 1946 à Pontoise où il est inhumé définitivement.

## Hommages
Une impasse de la ville de Pontoise et un collège de la commune portent son nom.

## Sources
- Fabrice Bourrée, De jeunes pionniers de la Résistance à Pontoise : le groupe Chabanne, (s.l.), Centre de documentation René-Nodot pour la mémoire de la Résistance et de la déportation en Val-d'Oise, 2003,  40 p., Collection Mémoire, Mémoires ; 1.
- https://sites.google.com/site/cern95/memoire-memoires-collection-du-cern/les-pionniers-de-la-resistance-a-pontoise/le-livre-de-fabrice-bourree
- Par Annie Delpech : https://sites.google.com/site/cern95/memoire-memoires-collection-du-cern/les-pionniers-de-la-resistance-a-pontoise/le-livre-d-annie-delpech
- Par Paul Thueux : https://sites.google.com/site/cern95/memoire-memoires-collection-du-cern/les-pionniers-de-la-resistance-a-pontoise/le-livre-de-paul-thueux